# ميخال نئمان
ميخال نئمان (Michal Na'aman) (مواليد 1951) هي رسامة إسرائيلية.
في عام 2014 حصلت على جائزة إسرائيل للفنون التشكيلية.